# Abluka
Abluka (Engels: Frenzy) is een Turks-Frans-Qatarese film uit 2015, geschreven en geregisseerd door Emin Alper. De film ging in première op 8 september op het 72ste Filmfestival van Venetië.

## Verhaal
Istanboel bevindt zich in de greep van politiek geweld. Kadar wordt door Hamza, een hooggeplaatst politiefunctionaris voorwaardelijke invrijheidstelling uit de gevangenis aangeboden. Hij wordt vrijgelaten op voorwaarde dat hij dienst neemt in een nieuwe inlichtingeneenheid die als vuilnismannen functioneren. Ze verzamelen vuilnis in de sloppenwijken om te controleren of er geen afval inzet dat betrekking kan hebben op de fabricatie van bommen. Hij ontmoet er zijn jongere broer Ahmet die voor de gemeente in de sloppenwijken zich bezighoudt met de vernietiging van zwerfhonden. Omdat Ahmet geen banden met zijn broer wil hebben, leidt dit voor Kadir tot een vermoeden van allerhande complottheorieën.

## Rolverdeling
| Acteur        | Personage |
| ------------- | --------- |
| Mehmet Özgür  | Kadir     |
| Berkay Ates   | Ahmet     |
| Tülin Özen    | Meral     |
| Müfit Kayacan | Hamza     |
| Ozan Akbaba   | Ali       |

## Prijzen en nominaties
| jaar | prijs                    | categorie          | genomineerde(n)    | uitslag  |
| ---- | ------------------------ | ------------------ | ------------------ | -------- |
| 2015 | Filmfestival van Venetië | Special Jury Prize | Special Jury Prize | Gewonnen |